# Лизунов, Сергей Николаевич
Серге́й Никола́евич Лизуно́в (4 июля 1955, Ленинград — 2003) — советский гребец-байдарочник, выступал за сборную СССР в 1970-х годах. Участник летних Олимпийских игр в Монреале, двукратный чемпион национальных первенств. На соревнованиях представлял спортивное общество «Трудовые резервы», мастер спорта международного класса.

## Биография
Сергей Лизунов родился 4 июля 1955 года в Ленинграде. Активно заниматься греблей начал в раннем детстве, проходил подготовку под руководством собственного отца Николая Лизунова. Первого серьёзного успеха добился в 1973 году, когда на взрослом первенстве СССР по гребле на байдарках и каноэ сумел пробиться в число призёров. Год спустя завоевал титул национального чемпиона, в составе байдарочной команды ленинградских «Трудовых резервов» выиграл эстафету 4 × 500 м. Два последующих года неизменно боролся за лидерство на чемпионатах страны, получал серебряные и бронзовые медали. Благодаря череде удачных выступлений удостоился права защищать честь страны на летних Олимпийских играх 1976 года в Монреале, пробился в финальную стадию полукилометрового зачёта одноместных байдарок, однако в решающей гонке финишировал лишь шестым.
После монреальской Олимпиады Лизунов ещё в течение нескольких лет оставался в составе национальной сборной и принимал участие в различных престижных турнирах. Так, в 1978 году с байдаркой-двойкой он одержал победу на первенстве Советского Союза, вместе со своим партнёром Сергеем Залюпе опередил всех соперников на дистанции 1000 метров. Удостоен звания мастера спорта международного класса.
В 1982 году, уже после завершения спортивной карьеры, Лизунов окончил Государственный институт физической культуры имени П. Ф. Лесгафта. Впоследствии в течение многих лет работал тренером по гребле на байдарках и каноэ в добровольном спортивном обществе «Спартак». Умер в 2003 году.